# Kyōsōgiga
Kyōsōgiga (京騒戯画?) è un ONA creato da Izumi Tōdō e prodotto dalla Toei Animation in collaborazione con Banpresto. L'animazione è stata pubblicata su Nico Nico Douga il 6 dicembre 2011, seguita da una versione su 
YouTube il 10 dicembre 2011. Cinque episodi aggiuntivi sono stati trasmessi tra il 31 agosto 2012 e il 22 dicembre 2012. La serie televisiva anime è stata trasmessa nell'ottobre del 2013.

## Trama
Molto tempo fa esisteva un sommo sacerdote chiamato Myōe, che aveva la capacità di dar vita a qualunque cosa disegnasse. Questa abilità spaventava gli abitanti del suo villaggio, tanto da emarginarlo. Nella sua nuova casa di montagna era solito disegnare una moltitudine di cose, tra cui una città surreale chiamata Kyoto (鏡 都? lett. "Città oltre lo specchio"). Uno dei suoi schizzi, un coniglio di nome Koto, disegnato come il Dio della Spectacle Capital, diventò umana in seguito ad un accordo stipulato con un Bodhisattva, diventando Lady Koto. Lei si innamora del suo creatore, riuscendo poi a conquistare il suo amore. Dopo aver trovato un orfano di guerra, Yakushimaru, lo adottano. La sua nuova famiglia si reca così a Kyoto per vivere una vita migliore. Myōe disegna due fratelli per Yakushimaru, Yase e Kurama. Loro cinque vivono felicemente insieme fino a quando Lady Koto, dopo aver completato il suo accordo con il Bodhisattva, è obbligata a ridare il suo corpo da umana. Col passare del tempo, Myōe lascia a Yakushimaru il titolo di sommo sacerdote e il suo Rosario, dicendogli che farà ritorno con l'inizio e la fine.
Anni dopo Yakushimaru gestisce Kyoto insieme a Yase e Kurama aspettano il ritorno del padre e della madre, quando ad un tratto sbuca una ragazza che somiglia a Myo e Koto, il cui nome è Koto. Ella trascorre i suoi giorni a Kyoto vivendo con Myōe, cercando un modo per ritornare a casa e, allo stesso tempo, trovare indizi sulla propria famiglia. Alla fine Kurama prepara un piano che richiede l'uso del gigante d'adamantino per forzare la porta che conduce a Kyoto, permettendo a Lady Koto di tornare. Il suo ritorno, tuttavia, minaccia di distruggere l'intero Multiverso, richiamando l'attenzione negativa del Santuario, una misteriosa organizzazione che agisce per mantenere la pace nel multiverso.

## Personaggi
Koto (コ ト?)
Doppiato da: Rie Kugimiya
La protagonista, una ragazza di 14 anni che combatte con un martello di dimensioni variabili chiamato Aratama (荒 魂). Koto è una ragazza iperattiva in cerca di un coniglio nero per tornare a casa con i suoi familiari, cercando anche indizi che la riuniranno alla sua famiglia. Ha trascorso la sua infanzia come studente nel Santuario, ed è molto abile nel combattere.
A (阿?) e Un (吽?)
Doppiato da: Noriko Hidaka (A), Ryōko Shiraishi (Un)
A e Un sono i famigli di Koto, ereditati dal suo maestro. Il loro nome significano rispettivamente "inizio" e "fine". Koto si riferisce ad entrambi come "Ah-un". Apparentemente sono gemelli. A, come Koto, è iperattivo, mentre Un, d'altro canto, è molto più riservato. Entrambi appaiono come "chibi", alunni della scuola media, ma possono trasformarsi in mostri rossi e blu con una forza soprannaturale capaci di volare. Entrambi indossano blazer neri sulle felpe rosse, pantaloni neri e scarpe nere.
Myōe (明 恵?) / Yakushimaru (薬 師 丸?)
Doppiato da: Kenichi Suzumura, Chiwa Saitō (giovane)
Una giovane e scontroso monaco buddista in attesa che i suoi genitori adottivi ritornino, ovvero l'originale Myōe e Lady Koto. È uno dei membri del Consiglio dei Tre. Prima che il sacerdote originale se ne andasse, il suo nome era Yakushimaru. Si suicidò a causa dalla morte della sua famiglia biologica. Determinato a fare di Yakushimaru una parte della sua famiglia, l'originale Myōe disegnò un melograno che risuona la vita e conferisce l'immortalità dandogli i suoi attuali due fratelli, Yase e Kurama, per farlo sentire meglio. Utilizza le perline di preghiera, che suo padre gli aveva dato insieme al titolo di Myōe, per combattere.
Yase (八 瀬?)
Doppiato da: Eri Kitamura
Un oni che spesso ospita tea party alla sua tenuta, nella zona proibita fuori della città. Sebbene generalmente abbia l'aspetto di una giovane signorina educata, raffinata e molto ricca, è capace di trasformarsi in un mostro infuriato se si irrita. Yase è uno dei membri del Consiglio dei Tre. È un disegno dell'originale Myōe. Adora la madre Lady Koto e attende il suo ritorno.
Kurama (鞍馬?)
Doppiato da: Shigeru Nakahara, Ryōko Shiraishi (giovane)
Un anziano che cerca il Buddha, solitamente visto levitare su un grande vassoio di sakè. Kurama svolge la maggior parte dei compiti amministrativi a Kyoto. Da bambino, Kurama voleva vedere il mondo al di fuori di Kyoto, ma Myōe, sapendo che ci fosse la possibilità che gli umani potessero ferirlo, glielo proibiva. Per questo motivo Kurama cerca attivamente di trovare una via d'uscita da Kyoto. Kurama è il capo dello Shōko e uno dei membri del Consiglio dei Tre. È un disegno dell'originale Myōe.
Professor Shōko (シ ョ ー コ 博士?, Shōko Hakase)
Doppiato da: Chiwa Saitō
Una giovane ragazza che indossa occhiali e un camice da laboratorio bianco. Lavora alle dipendenze di Kurama ed è responsabile della custodia di Bishamaru, il gigante d'adamantino. Shōko è capo delle forze di Kyoto, che sono tutti droni robot come gli uomini che indossano abiti bianchi e sembrano dei mafiosi. È cocente e spesso usa la sua autorità in modo ostruttivo, come mobilitare tutta la sua forza e bloccare gran parte di Kyoto per trovare il controller sostituibile per Bishamaru. Anche Shōko non ama Koto, o chiunque non rispetti la sua autorità, o tocchi qualcosa che le appartenga.
Fushimi (伏 見?)
Doppiato da: Eiji Takemoto
Assistente di Shoko. Fushimi è contrario alle buffonate di Shōko, ma ne è segretamente divertito. È anche un amico stretto e confidente di Kurama, e anche se lavora per lui, in qualche modo è legato al Santuario.
Myōe (明 恵?) / Inari (稲 荷?)
Doppiato da: Akira Ishida
Un prete con la strana capacità di far prendere vita tutto ciò che disegna. Myōe è un uomo gentile, ma emarginato dagli abitanti dei villaggi per le sue creazioni soprannaturali. Myōe si trasferisce in montagna e, infine, nella Capitale Specchio per la sua famiglia. Dopo che Myōe lascia Kyoto, rinuncia al suo titolo e lo concede a Yakushimaru. Successivamente diventa Inari. Inari ha l'aspetto del giovane Myōe indossando una maschera da volpe insieme ad una katana. Dopo la nascita di Koto, Lady Koto le aveva dato tutti i suoi poteri Bodhisattva e, di conseguenza, non fu più in grado di vivere bene sui piani del multiverso. Inari è costretto a prendersi cura di Koto crescendola da solo, insegnandola e guidandola. Anche se Myōe ama molto la sua famiglia, non prova amore per sé stesso e spera di scomparire. In seguito si identifica come "Dio" dato che è capace di creare mondi interi. Rivela che suo fratello è il Sommo Sacerdote e che il loro padre stava precedentemente agendo anche come Dio. Ciò non vuol dire che sia Dio, ma solo divinità creatori di mondi.
Lady Koto (古都?, Koto)
Doppiato da: Aya Hisakawa
Un coniglio nero nato dai disegni originari di Myōe che si innamorò di lui. Accettò l'offerta di un Bodhisattva femminile, ottenendo in prestito un corpo umano, necessario per confessare i suoi sentimenti a Myōe. Inizia così a vivere con lui adottando Yakushimaru. Ha anche preso Yase e Kurama come suoi figli e insieme, si sono trasferiti nella Capitale Specchio. Koto è costretta ad essere isolata sulla luna perché non può sostenere un ambiente differente poiché le farebbe male alla salute. Ciò accade perché sua figlia Koto ha ereditato tutti i suoi poteri.

## Media

### Anime
Kyousougiga è stato creato da Toei Animation e Izumi Tōdō (scrittore) e diretto da Rie Matsumoto. L'animazione è stata pubblicata su Nico Nico Douga il 6 dicembre 2011, seguita da una distribuzione su YouTube il 10 dicembre 2011. Cinque episodi aggiuntivi sono stati trasmessi tra il 31 agosto 2012 e il 22 dicembre 2012. La serie televisiva anime è iniziata dal 2 ottobre 2013 al 25 dicembre 2013, con un totale di 13 episodi: 10 principali, due sommarii e un episodio speciale.

#### Episodi ONA
| Nº | Titolo italiano (traduzione letterale) Giapponese 「Kanji」 - Rōmaji                            | In onda          | In onda |
| Nº | Titolo italiano (traduzione letterale) Giapponese 「Kanji」 - Rōmaji                            | Giapponese       |         |
| 0  | Kyōsōgiga 「京騒戯画」 - Kyōsōgiga                                                              | 6 dicembre 2011  |         |
| 1  | E così parlò Koto, l'eroina 「コト、主人公かく語りき」 - Shujinkō Kaku Katariki                 | 31 agosto 2012   |         |
| 2  | Shouko, lo scienziato pazzo 「ショーコ、科学者慌て窮す」 - Kagakusha Awatekyūsu                 | 27 ottobre 2012  |         |
| 3  | Lo specchio di Yase mostra lo stato di Kyoto 「八瀬、妖怪鏡都通信」 - Yase, Yōkai Kyōto Tsūshin | 10 novembre 2012 |         |
| 4  | E così parlò Myōe, il monaco 「明恵、坊主かく語りき」 - Myōe, Bōzu Kaku Katariki                | 8 dicembre 2012  |         |
| 5  | Le memorie nere del coniglio Koto 「古都、黒兎回想録」 - Koto, Kuro Usagi Kaisōroku             | 22 dicembre 2012 |         |

#### Episodi Serie TV
Ci sono 10 episodi principali e 3 extra (episodio 0, 5.5 e 10.5)
| Nº   | Titolo italiano (traduzione letterale) Giapponese 「Kanji」 - Rōmaji | In onda          | In onda |
| Nº   | Titolo italiano (traduzione letterale) Giapponese 「Kanji」 - Rōmaji | Giapponese       |         |
| 0    | Capitolo introduttivo 「予習篇」 - Yoshū-hen | 2 ottobre 2013   |         |
| 1    | Le questioni e le origini di una famiglia 「ある一家の事情とその背景」 - Aru Ikka no Jijō to Sono Haikei                                                                         | 9 ottobre 2013   |         |
| 2    | E arrivò una sorellina 「やってきたのは妹」 - Yatte Kita no wa Imōto | 16 ottobre 2013  |         |
| 3    | Il primogenito e il suo allegro gruppo di scienziati 「長男と愉快で科学な仲間」 - Chōnan to Yukai de Kagaku na Nakama                                                            | 23 ottobre 2013  |         |
| 4    | Il secondogenito e i suoi meravigliosi demoni 「次女と素敵な妖怪達」 - Jijo to Suteki na Yōkai-tachi                                                                             | 30 ottobre 2013  |         |
| 5    | I problemi giovanili del terzogenito e l'inizio della fine 「若き三男の悩みと始まりと終わり」 - Wakaki Sannan no Nayami to Hajimari to Owari                                     | 6 novembre 2013  |         |
| 5.5  | Edizione "Kyōto Live Action" 「京都実録篇」 - Kyōto Jitsuroku-hen | 13 novembre 2013 |         |
| 6    | I piani di due, i problemi di uno 「人が計画し一人が悩む話」 - Futari ga Keikakushi Hitori ga Nayamu Hanashi                                                                     | 20 novembre 2013 |         |
| 7    | La mamma è tornata, e pure il papà 「母が帰還してついでに父も帰還した」 - Haha ga Kikan shite Tsuideni Chichi mo Kikan shita                                                     | 27 novembre 2013 |         |
| 8    | Discussioni difficili qua e là 「あっちでこっちでもめる話」 - Atchi de Kotchi de Momeru Hanashi                                                                                  | 4 dicembre 2013  |         |
| 9    | Pensiamo ad una soluzione 「どうしたらいいかみんな考えよう」 - Dōshitara Ii ka Minna Kangaeyō                                                                                    | 11 dicembre 2013 |         |
| 10   | Un anime a proposito di persone che hanno una vita colma di caos e felicità 「今日を騒がしく戯れ生きる人々の漫画映画」 - Kyō o Sawagashiku Tawamure Ikiru Hitobito no Manga Eiga | 18 dicembre 2013 |         |
| 10.5 | Revisione 「復習篇」 - Fukushū-hen | 25 dicembre 2013 |         |

### Manga
La serie originale ONA è stata adattata a due volumi manga illustrata da Merche e serializzata dall'editore ASCII Media Works sulla rivista Dengeki Maoh dal febbraio del 2012 al marzo del 2013. Questo manga è stato adattato ad anime e serializzato nel novembre del 2013.

### Videogiochi
Koto e Yase appaiono come personaggi giocabili nel gioco di strategia crossover Super Heroine Chronicle, per PlayStation 3 e PlayStation Vita.